# Engi (Glarus)
Engi és un municipi del cantó de Glarus (Suïssa).